# Pontifício Instituto Teológico João Paulo II para as Ciências do Matrimônio e da Família
O Pontifício Instituto Teológico João Paulo II para as Ciências do Matrimônio e da Família é um instituto pontifício católico romano de estudos teológicos sobre casamento e família com campi afiliados em todo o mundo.

## História
Em 1981, o Papa João Paulo II fundou o Pontifício Instituto de Estudos sobre Matrimônio e Família na Constituição Apostólica Magnum Matrimonii Sacramentum, como parte do esforço de desenvolver estudos sobre os temas em torno do matrimônio e família, bem como a teologia católica sobre o corpo. 
Em 2017, o Papa Francisco emitiu um motu proprio Summa familiae cura ("Pela maior preocupação com a família"), substituindo o instituto pelo Pontifício Instituto Teológico João Paulo II para o Matrimônio e as Ciências da Família, com uma nova constituição e missão.   Também era filiado à Congregação para a Educação Católica, Pontifícia Academia para a Vida e Dicastério para os Leigos, a Família e a Vida . O chanceler do instituto, arcebispo Vincenzo Paglia, também antecipou o convite de mais professores e especialistas à luz do mandato ampliado do Instituto, incluindo não-católicos. 

## Atividades
O instituto confere graus, incluindo Doutor, Licenciatura e Diploma de Ciências em Casamento e Família sob sua própria autoridade. 

## Governança
A governança do Instituto é, como escola pontifícia, em grande parte composta pela hierarquia católica romana. Desde agosto de 2016, o Grão-Chanceler é o Arcebispo Vincenzo Paglia.  O Vice-Chanceler de cada sessão é o Ordinário da diocese em que se encontra.

### Lista de grandes chanceleres
Desde a sua fundação em 1982 até 2016, o vigário geral de Roma ocupou o título de grão-chanceler ex officio na qualidade de grão-chanceler de Latrão.
- Ugo Poletti (1982-1991)
- Camillo Ruini (1991–2008)
- Agostino Vallini (2008–2016)
- Vicenzo Paglia (2016-2025)
- Baldassare Reina (desde 2025)

### Lista de presidentes
- Carlo Caffarra (1982-1995)
- Angelo Scola (1995-2002)
- Salvatore Fisichella (2002-2006)
- Lívio Melina (2006–2016)
- Pierangelo Sequeri (2016-2021)
- Philippe Bodeyrne (2021-presente)

## Localizações
As localizações do instituto incluem: 
- Roma, Itália, na Universidade Lateranense (sessão central)
- Pontifício Instituto João Paulo II para Estudos sobre Matrimônio e Família na Universidade Católica da América, Washington, D.C., Estados Unidos
- Cotonu, Benin
- Salvador, Bahia, Brasil
- Changanacherry, Índia
- Cidade do México, México
- Guadalajara, Jalisco, México
- Monterrei, México
- León, Guanajuato, México
- Mérida, Iucatã, México
- Valência, Espanha
- Melbourne, Austrália (um antigo campus associado, cessou em 2018) [6]
- Bacolod, Negros Ocidental, Filipinas (Campus Associado)